# Poth, Texas
Poth là một thị trấn thuộc quận Wilson, tiểu bang Texas, Hoa Kỳ. Năm 2010, dân số của thị trấn này là 1908 người.

## Dân số
- Dân số năm 2000: 1850 người.
- Dân số năm 2010: 1908 người.